# Drôle de jeu
Pour l’article homonyme, voir Drôle de jeu (émission de télévision).
Drôle de jeu est un roman de Roger Vailland paru en 1945 aux éditions Corrêa, qui a reçu le prix Interallié la même année. René Ballet, son ami et biographe, écrira qu'il s'agit « d'un roman d'un ton léger, très libre. Un roman sur ces joueurs qu'étaient les résistants de son réseau et l'intitulera Drôle de jeu. »

## Genèse du roman
Engagé dans la Résistance dès 1942 et en mission au domicile de Daniel Cordier, un agent de la Résistance, le journaliste Roger Vailland découvre un exemplaire du roman de Stendhal Lucien Leuwen et se plonge dans sa lecture. Ce roman lui inspirera l’écriture de Drôle de jeu qui paraît à la Libération et recevra le prix Interallié en 1945. Vailland y a mis le quotidien de la vie d’un résistant communiste, partagé entre ses convictions politiques et son âme de séducteur. 
On trouve d'ailleurs dans le roman plusieurs allusions à Stendhal et à son œuvre : 
« Stendhal, que j’aime tellement par ailleurs, est un romancier de l’ambition bien plus que de l’amour. Ce qui l’intéresse, c’est la conquête. […] Lucien Leuwen ne couche même pas avec Mme de Chasteller. » (p178)
Ou également, cet autre exemple : « Il lut quelques pages de Lucien Leuwen puis repoussa le livre : il en connaissait presque par cœur un grand nombre de passages. » (p 186)

## Itinéraire du roman
D’après Vailland, Drôle de jeu n’est pas un livre sur la Résistance, ni l’histoire d’un réseau de résistants qui témoignent de leur action, ni une vision personnelle de la France occupée à la manière d’un Vercors dans Le Silence de la mer. Il ne s’apparente pas non plus à une biographie, même s’il puise largement dans son expérience personnelle, par exemple, Marat son héros est un saboteur qui dit « vous construisez les voies, je les fais sauter, nous nous complétons, nous devons nous entendre », alors que Roger Vailland a uniquement été un agent de renseignement.

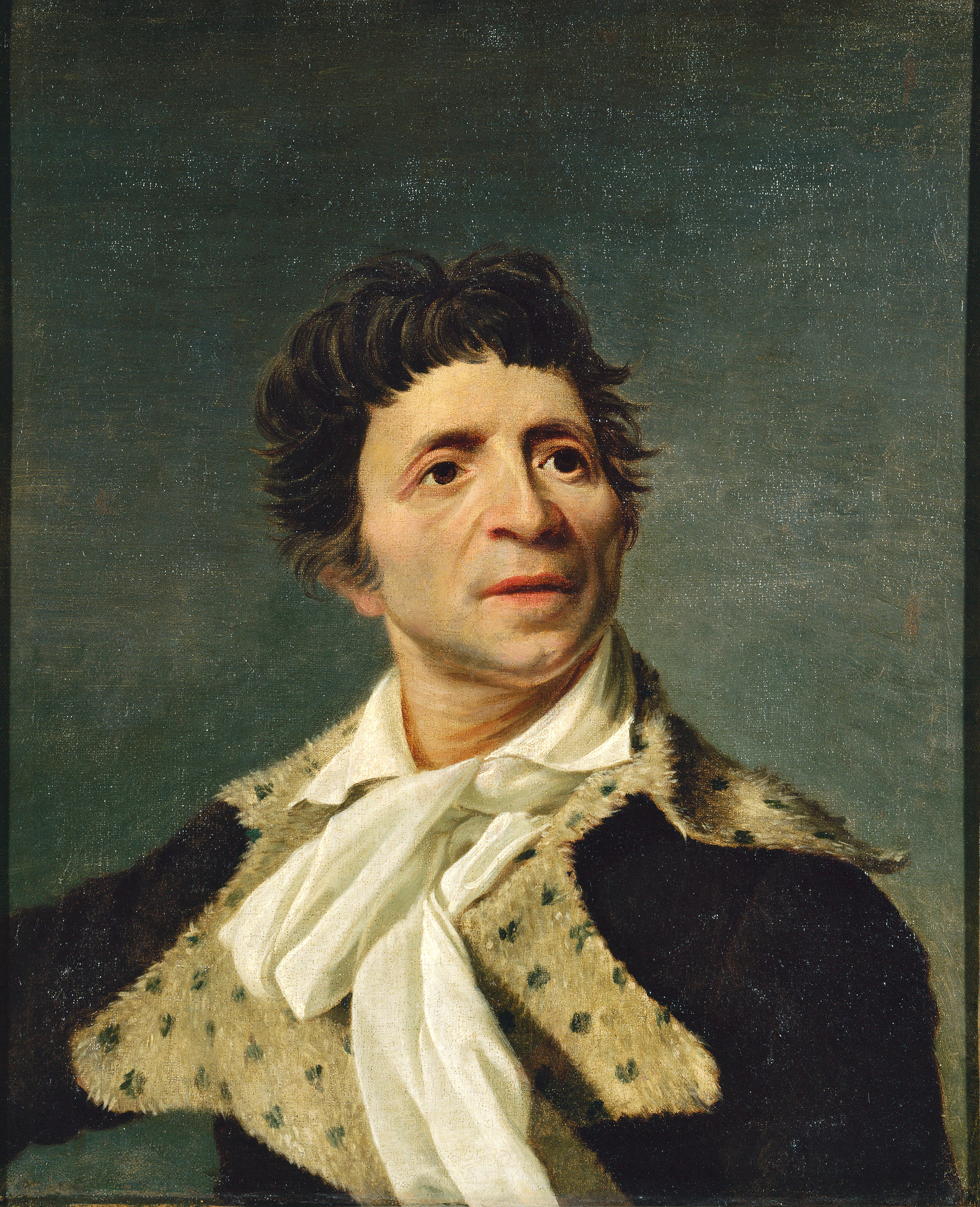
Jean-Paul Marat

C’est d’ailleurs ce qu’annonce l’auteur dans l’avertissement qui ouvre le roman : « Drôle de jeu est un roman, une fiction, une création de l’imagination. Ce n’est pas un roman historique. » Drôle de jeu est avant tout une œuvre romanesque dans laquelle l’auteur se projette, entrechoque le jeune homme des années trente, perpétuellement en devenir, et le résistant qui parvient à trouver ses marques, se réconcilier avec son pays et avec lui-même.
La rupture entre l’homme d’avant-guerre François Lamballe et l’homme résistant qui choisit Marat comme pseudonyme, peut paraître totale, un homme nouveau qui naît  de ce combat, comme Roger Vailland le revendiquera plus tard.
(voir L'Homme nouveau (cycle de romans))
Mais en fait, cette rupture est moins brutale qu’il n’y paraît et c’est Vailland lui-même qui nous met sur la voie. En juin 1942, Vailland pour trouver le calme et écrire le grand roman dont il attend beaucoup, se retire au château Marion, un peu à l’écart du village de Chavannes-sur-Reyssouze dans l’Ain près de Mâcon. Il tente d’écrire un essai, avorté, resté à l’état d’ébauche, qu’il intitule Marat-Marat, qui sera publié  aux éditions Le Temps des cerises, largement commenté et annoté par Christian Petr et René Ballet. En 1944,  c’est de nouveau à Chavannes-sur-Reyssouze qu’il s’installe pour terminer Drôle de jeu dont le héros choisit Marat comme nom de résistant.
Retour de Marat-Marat, et ainsi pour Vailland, la boucle est bouclée.
À propos de Drôle de jeu
Dans un article paru dans À chacun son Vailland, n° 15 des Cahiers Roger Vailland, René Ballet, Jacques-Francis Rolland (le Rodrigue du roman) et Jean Sénégas donnent tour à tour leur lecture de l'œuvre.
René Ballet : « Je voudrais replacer Drôle de jeu dans son contexte, gratter ses coraux. De même, des événements plongés dans le temps deviennent de l'Histoire avec un grand 'H'. » Roger Vailland  et Jacques-Francis Rolland ont risqué leur vie pendant l'Occupation, mais est-ce pour autant qu'on peut les considérer comme des héros ? « Il faut gratter le corail qui empêche de voir ce qu'il y avait sous ce mot.  » Vailland a attendu deux ans avant d'entrer dans la Résistance et il s'en est lui-même expliqué : « Je ne me sens pas suffisamment français pour prendre à cœur les intérêts des Français, pas suffisamment bourgeois pour défendre la classe bourgeoise, pas suffisamment prolétaire pour m'engager dans une action révolutionnaire... Je n'ai rien à défendre que moi-même. »
Jacques-Francis Rolland parle de son expérience de résistant, de ce héros ou de son mythe qui naît d'abord des événements, de son camarade Claude Dreyfus, le lieutenant de Vaillant, le Frédéric du roman, qui a connu l'arrestation et la torture. Jacques-Francis Rolland lui, s'en et sorti de justesse. Une jeune femme, témoin de la scène d'arrestation, lui crie de se sauver et lui sauve la vie. Une autre fois, il frôle encore l'arrestation par sa présence d'esprit, il pense avec un frisson à Frédéric/Claude Dreyfus et à son aller simple pour Buchenwald. Il ne sera jamais un héros.
Jacques-Francis Rolland avait recueilli Claude Dreyfus en danger chez lui à Toulouse, tel que le raconte le roman. Il le décrit comme un homme « raide, puritain, ombrageux. » Vailland joue les cyniques pour mieux le provoquer, ce qui au début ne facilite pas leur relations.
Jean Sénégas pense que, pour bien comprendre le personnage de Frédéric, il faut comparer le texte de presse de Vailland et la vision qu'il en donne dans son roman, ce qui donne une idée de l'évolution du personnage dans son esprit.
Si les personnages de résistants correspondent à une large part biographique, d'autres sont dus à la seule liberté de l'écrivain. L'épisode de la trahison de Mathilde et le personnage lui-même son fictifs, nés de la seule imagination de l'auteur, même si Mathilde emprunte largement des traits à Boule, la première femme de Vailland. Il en est de même pour l'épisode où les résistants sabotent la voie ferrée du côté de Chavannes-sur-Reyssouze et font le coup de feu avec l'ennemi. Vailland faisait du renseignement et n'a jamais fait sauter de train, ce chapitre purement romanesque est surtout l'occasion pour l'auteur d'une discussion sur la portée symbolique de ce 'drôle de jeu' avec Annie, la petite amie de Frédéric, qui l'accompagne et tue le temps dans l'attente des résultats de l'opération.

## Analyse et contenu
Ce roman est divisé en cinq journées qui représentent chacune un chapitre. La vie de Marat avant guerre ou ses réflexions personnelles sont imprimées en italiques.

### Irejournée
Fin mars 1944
La vie d’un groupe de résistants avec Marat le responsable du réseau, des jeunes gens, Rodrigue, Frédéric, Chloé, apparemment désinvoltes face au danger permanent, Frédéric par exemple, « pétochard comme pas un, mais il se domine. » Les pensées, les remarques de Marat apparaissent en italiques tout au long du récit, notations qui trahissent les préoccupations de l’auteur : « Un intellectuel, pense Marat. Les intellectuels qui entrent au parti ont tendance à être puritains ; ils font vœu de pauvreté Quand ce n’est pas de chasteté. » 
Marat, assis dans le métro, repense à sa vie d’avant, l’avant-guerre des années trente, la tentation communiste, les désillusions, « nous attendions la prochaine guerre, nous étions des ‘intellectuels en chômage’, plus sensibles au pathétique de l’insurrection qu’à la révolution. » Pour Marat, Rodrigue est la belle figure du Bolchevik, « un calme ouvrier qui a entrepris de changer la face du monde » image de Jacques-Francis Rolland, celui que Vailland considérait alors comme son fils adoptif. Marat, comme Vailland initié par son père, étudiait la botanique à la campagne, « les parties les plus formelles : l’identification des planes, la nomenclature. » Au-delà, il y a la révolte mais, « si elle ne s’intègre pas dans uns conscience de classe, mène aussi bien au fascisme qu’au communisme. » Il s’attendrit aussi en pensant à cet amour en demi-teinte avec Paméla.
Puis Marat se rend chez monsieur Sidoine, haut fonctionnaire aux Communications qui renseigne aussi la Résistance,  duplicité dont Marat ne se formalise plus : un pied à Vichy, un pied dans la Résistance. La vie de résistant reprend son cours, les rafles, la peur latente de la trahison : Mathilde, une ancienne maîtresse de Marat, est-elle fiable ? Il convient de prendre des précautions  et de s’en assurer : qu’est-elle capable de faire, par amour pour Dani, arrêté comme résistant ? Marat-Vailland, « fait sa crise d’ascétisme » comme le lui reproche Mathilde, lui qui l’a entraînée à faire la fête, l’a initiée à l’opium. Mathilde a des accents de ‘Boule’, la première femme de Vailland, qu’il prendra ensuite comme modèle pour camper le personnage de Roberte, dans son roman suivant ‘Les mauvais coups’.
Oui, il avait initié Mathilde à la drogue, « j’usai et abusai de l’opium, nous confie-t-il, l’opium qui donne la clé de la rose des vents et permet d’éteindre et d’allumer à volonté le soleil intérieur. » Une phrase qui rappelle une nouvelle qu’il écrira par la suite, ‘Le soleil fou’, un soleil qui n’est plus en phase avec le temps. Marat-Vailland avait réussi à vaincre cette addiction : « Je me suis jeté en clinique juste au moment où j’allais devenir… un rond-de-cuir
De l’opium. La nuit est tombée et tandis que Marat retrouve son responsable Caracalla « dans un des derniers bons restaurants de Paris », boulevard de Clichy, ils philosophent sur  les raisons de la défaite, la notion de patrie, du pouvoir, de la dure réalité du Résistant, isolé, au-delà de la communauté des hommes. Marat pense que Caracalla, ce chef gaulliste de 23 ans, est en décalage dans on action avec des conceptions dépassées ; il interprète le présent à l’aide du passé. À cette époque, les Français semblent accepter la défaite mais rien n’est définitif, « la grandeur de la vie, c’est que l’esclave un jour se libère, crée lui-même sa condition d’homme libre. »

### IIejournée
La deuxième journée s’ouvre sur des propos matinaux entre Marat et celle qu’il appelle Mademoiselle, propos de deux anticléricaux sur le renouveau du fait religieux sous Vichy. Mathilde s’est querellée avec Chloé et refuse de voir Caracalla. Décidément, elle a de bien mauvaises fréquentations : un colonel allemand qu’elle rencontre dans un hôtel de la rue Spontini et Robert, un type interlope qui sort de prison.
Marat a aussi d’autres soucis avec Rodrigue qui aime Chloé qui aime Caracalla qui pense à autre chose. A Rodrigue qui lui parle de passion et d’éternité, il rétorque : « Il y a plus de grandeur et de joie à se réaliser dans les limites de la condition humaine qu’à se rêver uni à Dieu dans un monde imaginaire. » La guerre pour lui, c’est se battre, espérer à nouveau, « tu ne sauras jamais à quel point, dit-il à Rodrigue, pour un certain nombre d’hommes, il n’y eut RIEN A FAIRE entre 1930 et 1940. » 
Marat-Vailland évoque l’hypothèse où, la guerre gagnée, tout recommence comme avant, comme entre 1930 et 1940, et demande à Rodrigue ce qu’il ferait dans ce cas-là, qui lui répond après quelques hésitations : « Je crois que je travaillerais pour le Parti… éduquer la classe ouvrière… l’organiser. » Il y a là en embryon le thème que Vailland  développera dans son roman Bon pied, Bon œil.

Frédéric est un garçon solide, timide et influençable, mais depuis qu’il a connu Annie à la fac, il est parfois imprévisible, surtout depuis qu’elle a quitté ses parents et que personne ne sait où elle est partie.  Pendant le déjeuner avec Rodrigue et Frédéric,  Marat avance quelques idées sur le trop grand respect des jeunes pour la culture bourgeoise ou les auteurs qu’il considère comme typiquement français, Laclos, Sade, Retz ou Stendhal. 
Bonne nouvelle : on a retrouvé Annie l’amie de Frédéric, qui se cache dans le village d’Étiemble, un village de la Bresse qui n’est autre dans la réalité que le village de "Chavanne-sur-Reyssouze", dans la vallée de la Saône près de Mâcon, que Marat, comme Vailland,  connaît bien pour y avoir loué une maison.
Flash back sur les années précédentes : en 1937, liaison tumultueuse avec B, « pendant trois ans, a écrit Marat dans son journal, nous nous sommes faits… tout ce que deux êtres peuvent se faire de cruel, d’atroce, de haineux, de vil… » Il dérive ensuite pendant la drôle de guerre –en attendant le drôle de jeu- et après l’armistice, rejetant l’amour de B, voulant s’en déprendre puis la recherchant pendant son absence, enfin rassuré par une lettre d’elle (le 25 mai 1941). Puis B disparaît soudain de son journal intime. Quelque chose a basculé dans la vie de Marat-Vailland.

### IIIejournée
Marat, dans un train bondé, où les voyageurs paraissent fatigués, absents, parle du 'temps du mépris', un temps où « un policier pouvait déculotter les hommes pour découvrir les circoncis ». Arrivée à Etiamble. C'est le printemps, la campagne fleurie, des mésanges, des merles, la guerre ne semble pas être arrivée jusque là. Pourtant, les maquis ne sont pas loin. Marat vient organiser le sabotage de la voie ferrée qui longe la Saône. Chacun joue son rôle, résiste sans fard, le curé travaille avec Marat, les deux jeunes femmes agents de liaison apportent à Marat les informations nécessaires au sabotage. La Résistance, ce sont les Favre groupés autour du chef de famille, fier de son autonomie, qui tient à rester maître chez lui. La résistance ici, c'est le refus de la défaite et de l'humiliation : c'est d'ici que va partir le sabotage. Autour de la table familiale, Marat découvre Annie, l'amie de Frédéric, une belle blonde qui, ajoute Marat en connaisseur, « est une rare et précieuse réussite de la nature ». Mais Annie vit mal sa relation avec Frédéric et décide d'accompagner Marat qui suit à distance l'expédition. 

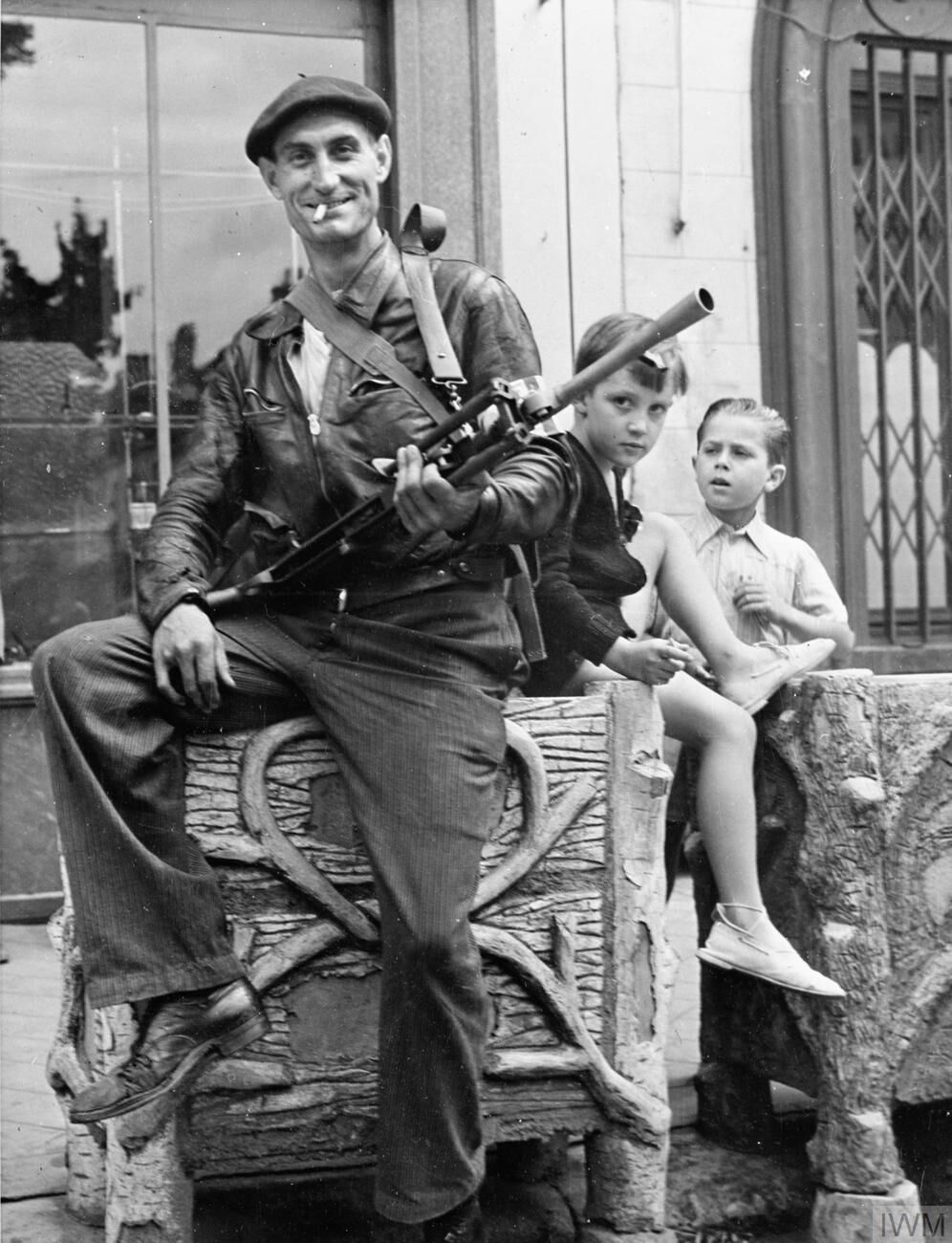
Résistant

Elle ne comprend pas ce 'drôle de jeu' « car enfin vous jouez, lui dit-elle, poser des bombes au clair de lune, faire dérailler un train, 'est évidemment un jeu passionnant. [...] Vous devez jouer à faire jouer les autres... drôle de jeu ». Pour lui, « la Résistance n'a répondu à aucun besoin profond... n'a été qu'un jeu...» Pendant leur conversation où il ressort que Frédéric est communiste « pour les mêmes raisons qui en d'autres temps, l'auraient fait entrer au couvent », les bruits de déraillement d'une locomotive leur parviennent. Il semble que le sabotage ait réussi.
Tandis que des fusillades éclatent sur les deux rives de la Saône, ils poursuivent leur discussion. Annie ne croit plus à aucun engagement, ce qui fait sursauter Marat qui réplique : Selon vous, « l'homme exploitera toujours l'homme, à une classe de profiteurs s'en substituera une autre, etc. [...] L'homme de gauche croit à l'homme et ne conçoit pas de limites a priori au pouvoir de l'homme ». Grand optimisme quand il récuse la fatalité historique tout en situant l'époque à un « tournant de l'Histoire », en route vers le progrès et l'abondance.
Dans l'idéalisation du militant tel qu'il le définit, on voit se dessiner ce que deviendra Vailland au début des années 50. Seule ombre au tableau pour Marat-Vailland : « Je me bats aux côtés des communistes... mais je n'ai pas le style... je suis fils de bourgeois ». Un dialogue irréel dans la campagne bressane se noue pendant la bataille, le sabotage dont nous ne saurons rien de son déroulement et de son issue.

### IVejournée
Retour à Paris. La vie de Résistant reprend son cours : assurer sa sécurité, gérer son budget, dépenser l'argent qu'il reçoit pour le bien du service tout en restant "libre à l'égard de l'argent". Finalement, Marat a convaincu Annie de seconder Rodrigue comme agent de liaison. Il doit aussi gérer le jeu sentimental entre Chloé avec qui il flirt et Rodrigue qui a revu Mathilde. Clash avec Mathilde qu'il est allé voir, à qui il reproche de manipuler Rodrigue et Frédéric à des fins qui lui paraissent suspectes.
Pour une soirée, Marat redevient François Lamballe, l'homme qui regarde la société d'avant guerre et son métier de journaliste, avec le même œil désenchanté que son amie Elvire qui l'a invité. Elvire et son mari ont réussi dans la collaboration économique, reçoivent des gens interlopes qui jouent sur les deux tableaux, à la fois collabos et résistants, jouent aux riches dans un monde de pauvres. Excitation et revanche. A chacun son drôle de jeu. Mais Marat est inquiet et retourne dans sa tête les fais et gestes de Mathilde pour y découvrir les raisons de son comportement.

### Vejournée
« Le destin n’a pas de morale » 

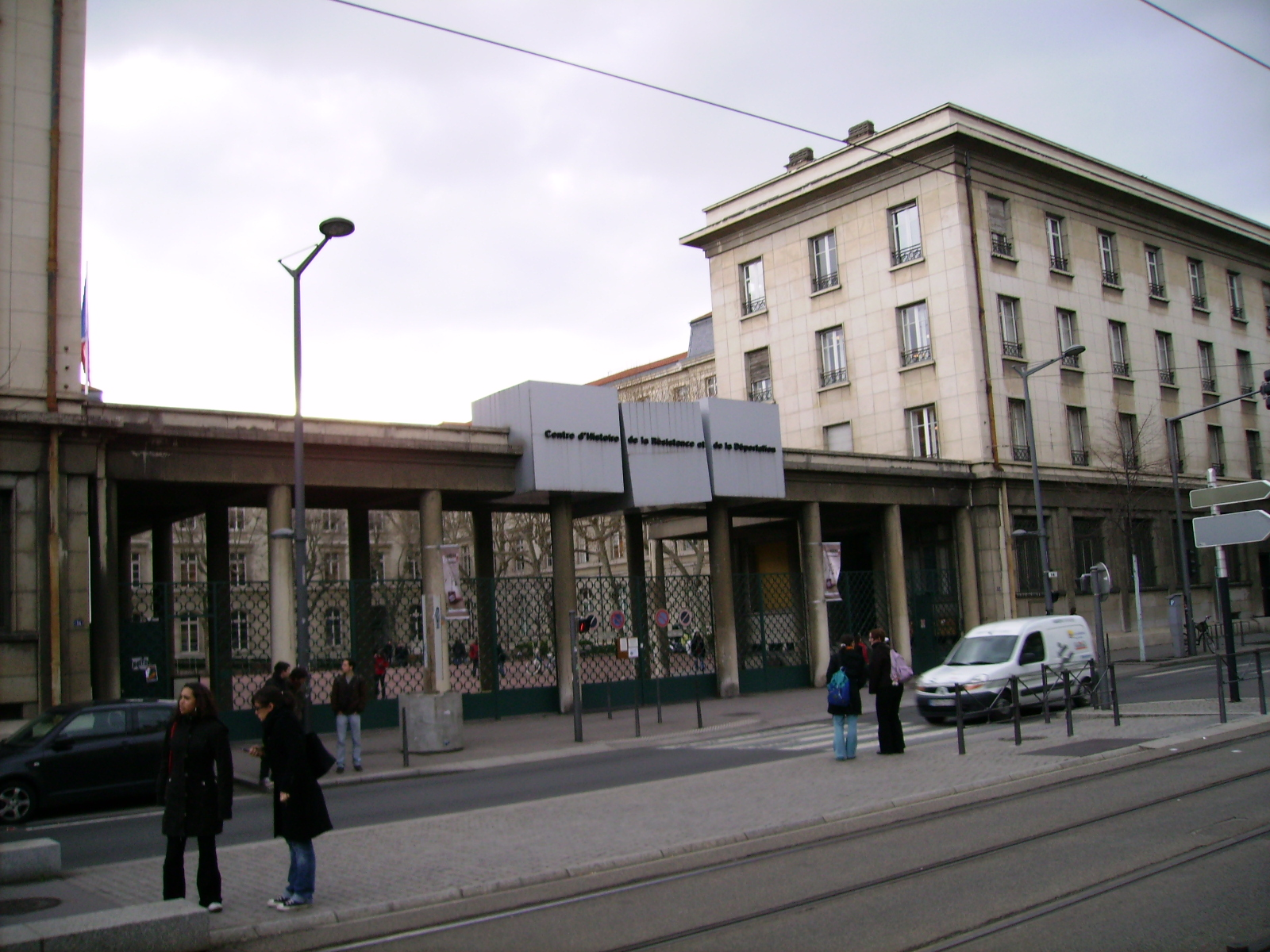
Lyon : ancien siège de la Gestapo (avenue Berthelot)

Par désespoir et passion, Mathilde aurait conçu un plan machiavélique : dénoncer son amant Dani pour le séparer de sa rivale, une jeune étudiante juive, et réussir à le faire libérer pour mieux se l’attacher. Elle joue à plein ce drôle de jeu qu’elle pense maîtrisable jusqu’au jour où elle s’aperçoit qu’un grain de sable s’est glissé dans sa belle mécanique. Évidemment, ce n’est qu’une hypothèse, admet Marat, mais elle explique tant de choses.
Pour la vérifier, il suffit de tendre un piège à Mathilde : si la Gestapo investit le domicile de Marat qu’elle seule connaît –en dehors du groupe de Résistants- c’est qu’elle a trahi. Suit une chasse à l’homme pour retrouver Caracalla avant son rendez-vous avec Mathilde. Pour ça, Marat visite les bars et restaurants où il est susceptible de se rendre, rencontre des patrons malins pour la plupart qui parient sur la ‘relève’ américaine pour continuer leurs bonnes affaires.
Avec Chloé, il finit par retrouver Caracalla et lui explique son plan pou confondre Mathilde. Mais un autre jeu, celui de l’amour et du hasard, va encore contrarier les plans de Marat : Rodrigue, circonvenu par Mathilde, lui a trop parlé, Frédéric est devenu très jaloux de Marat. Tous deux le cherchent, lui qui prend du bon temps avec Annie, s’attarde assez pour manquer le rendez-vous qui préoccupe tant Rodrigue et revient chez lui faire le guet : le piège a fonctionné, la Gestapo est là, Mathilde a bien trahi.
Au second rendez-vous, au café de la légion d’honneur, c’est Frédéric qui se fait cueillir et finalement, c’est tout ce qu’elle a à offrir aux Allemands. Mathilde devra donc subir le châtiment qu’elle mérite. Après ces événements tragiques, Marat dans une chambre d’hôtel, relit Xénophon exhortant les Grecs à vaincre la puissante armée perse, en se disant que le révolutionnaire, comme le résistant, « est celui qui ne se résigne pas au malheur de l’homme. »
Quelque douze ans plus tard, Roger Vailland découvrira une autre espèce de jeu, un jeu de pouvoir et de vérité, qui prendra corps peu à peu dans son esprit, comme tous ses romans, et deviendra La Loi (1957).

## Les femmes dans le roman
Pour Roger Vailland, la façon dont s'habillent les femmes est révélatrice de leurs comportements, du milieu social où elles évoluent. Les femmes les plus importantes de Drôle de jeu, Mathilde, Annie et Chloé correspondent à sa façon de voir les choses.[réf. nécessaire] Chloé a cette réflexion : « Toi au moins, dit-elle à Marat, tu fais attention aux robes, tu récompenses les femmes du mal qu'elles se donnent. »
Même en pleine guerre, de la part d'une résistante, cette préoccupation demeure. Quand Marat et Mathilde se promènent dans Paris, ils croisent « la première femme sans manteau, les seins à l'air sous un corsage de soie rouge. » Plus tard, à la rencontre d'Annie, il note « chaque mouvement révèle, sous une blouse en soie naturelle ivoire imperceptiblement raide, un peu cassante, le jeu e deux seins menus, ronds, doucement articulés sur le buste. »
Quant à Chloé, « elle porte sous un léger manteau de demi-saison, une robe neuve faite d'un "foulard" à pois qui joue sur la gorge. » Cette robe si seyante, Marat dit avoir « envie de la chiffonner ». « La première fois que je t'ai vue, lui rappelle-t-il, tu portais une blouse en soie bleu myosotis (...) et une jupe plissée en satin noir.» Annie, elle, « portait des '44' fins, qu'elle avait dû payer fort cher » au détriment de son tailleur bien élimé. Marat aime ce choix qu'elle avait fait qui, pour lui, relève « davantage de la poésie que de l'élégance ».

## L'écrivain et la résistance

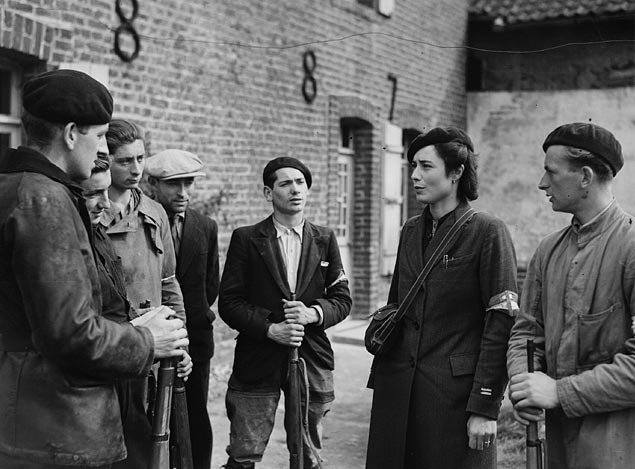
Membres du Maquis de La Trésorerie en septembre 1944.

Sous ce titre, Christian Petr analyse [Quand ?] la relation entre Roger Vailland et l'écriture à propos de Drôle de jeu [Où ?]. Ce roman « retient par la singularité manifeste de son abord de la lutte clandestine. C'est en effet l'un des rares romans français à retracer sur le vif l'expérience d'un résistant. » C'est une fiction mais les personnages empruntent à la réalité qu'a connue Vailland tout en étant différents, c'est un itinéraire intérieur pour Vailland dans le continuel va-et-vient entre présent -le temps de l'Occupation- et passé -réminiscence des souvenirs des années trente. « Expérience subjective et expérience historique, note Christian Petr, portant résolution des contradictions de Vailland avant-guerre par l'accord entre sa vie individuelle et la lutte collective. »
Son isolement passé, la thématique de 'l'homme seul', l'usage du pseudonyme se transcendent dans le combat collectif. Cette transcendance fait que le négatif se métamorphose en positif, les impératifs de la sécurité obligent 'l'homme nouveau' à se maîtriser, à recourir à une grande sobriété et une grande chasteté. « Les jeux de la clandestinité, la discipline quotidienne du résistant, l'accomplissement de la libération nationale sont autant de faits concrets et symboliques constitutifs de rituels d'initiation à l'histoire. »
Cette osmose entre destin personnel et sens de l'histoire, en liant le sort de l'homme et de la révolution, écrit Christian Petr [Où ?], « résout l'alternative propre aux révolutionnaires de l'époque : changer l'homme ou changer la société. » Cependant, Vailland est conscient de ses limites : « Je suis fils de bourgeois. Je lutte contre ma classe de toutes mes forces, mais j'ai hérité de ses vices, j'aime son luxe, ses plaisirs. » Il se sent comme un quelqu'un de trop dans un tableau, un personnage qui n'aurait aucune utilité.
Le roman est aussi cet essai avorté qu'il écrivait avant d'entrer dans la Résistance. Il en reprend les thèmes, les méditations sur la vie, la mort, la liberté, l'amour et les intègre dans le roman. « Le savoir éthique, philosophique et politique de l'essai projeté est ainsi devenu le point de départ du roman à construire », ajoute Christian Petr. Le découpage de l'essai a d'ailleurs fort influencé la structure du roman, découpé en cinq journées basées sur un thème de réflexion indiqué par la phrase mise en exergue. Ainsi Vailland maîtrise sa pensée et la place au centre de son travail d'écrivain. « C'est bien le savoir ainsi fixé qui le fait devenir écrivain » résume Christian Petr. Pour lui, Drôle de jeu est un événement pour la littérature, « l'apparition d'un écrivain marquant » et un « événement pour la théorie de l'individu, fondateur d'une découverte anthropologique. »
Cette recherche d'osmose entre destins individuel et collectif « fait l'originalité essentielle, souvent méconnue, de Drôle de jeu et le distingue des autres romans français sur la Résistance. » Pour Christian Petr, cette démarche est toujours aussi opérationnelle même si les conditions socio-économiques ont largement évolué depuis l'écriture du roman.

## Éditions
- Drôle de jeu, éditions Corrêa, 1945 et Le livre de poche n°640, 1961
- Drôle de jeu, édition Phébus, collection Libretto, 2009